# Julian Emanuelson
Julian Emanuelson (Paramaribo, 2 juni 1977) is een Surinaams-Nederlands oud-voetballer.
Hij speelde als middenvelder voor de Haarlem en diverse andere Nederlandse clubs en voor FC Lustenau 07 uit Oostenrijk. Ook speelde hij in het Nederlands voetbalelftal U-18.

## Biografie
Julian Emanuelson werd geboren in Paramaribo en emigreerde met zijn gezin naar Nederland.
Hij komt uit een voetbalfamilie. Zijn vader Errol Emanuelson was een profvoetballer in Suriname en België en zijn jongere broer Urby speelde voor Ajax en buitenlandse clubs en in het Nederlands elftal. Zijn neven Jean-Paul Boëtius en Roché Emanuelson zijn eveneens profvoetballers.
Hij doorliep de Jeugdopleiding van Ajax. Hier lukte het hem niet om van het derde team van de zaterdag door te breken naar het eerste team. Hij stapte in 1996 over naar HFC Haarlem dat uitkwam in de Eerste Divisie. In 1999 ging hij naar Holland Sport in Scheveningen die hem vervolgens zes maanden uithuurde aan de Oostenrijkse club FC Lustenau 07. Terug in Nederland speelde hij voor FC Lisse in de Derde Divisie en vervolgens bij FC Türkiyemspor in Amsterdam.
In het Nederlands U18-elftal kwam hij tussen 1993 en 1994 uit tegen België, Duitsland, Zwitserland en Schotland.